# Euryopis molopica
Euryopis molopica là một loài nhện trong họ Theridiidae.
Loài này thuộc chi Euryopis. Euryopis molopica được Tord Tamerlan Teodor Thorell miêu tả năm 1895.